# Malaja Birjusa
La Malaja Birjusa (in russo Топорок?) è un fiume della Siberia Orientale, affluente di destra della Birjusa. Scorre nell'Oblast' di Irkutsk, in Russia.
La sorgente del fiume si trova nella parte meridionale dei monti Birjusinskij; il corso del fiume si dirige prima verso nord-est e poi verso nord. La sua lunghezza è di 167 km, l'area del suo bacino è di 3 020 km². Sfocia nella Birjusa a 830 km dalla foce.